# Vizualni identitet
Vizualni identitet, kućni stil ili imidž tvrtke ili korporacije kreira se i osmišljava grafičkim dizajnom i marketingom, provodi na sve segmente poduzeća i najčešće definira pomoću priručnika osnovnih standarda. Vizualni identitet je zbroj svih aspekata koje poduzeće formira kao vlastito, prepoznatljivo i konzistentno, kroz sva sredstva komunikacije, promocijom i distribucijom materijala, podjednako unutar i izvan poduzeća.

## Izgradnja identiteta tvrtke
Budući da tvrtka ili korporacija u svom sastavu ima niz objekata: tvornice, same proizvode, pisane materijale, vozila, uniforme i sl., a bavi se i propagandnom aktivnošću, o svemu tome stječu cjelovite dojmove klijenti, zastupnici, financijeri, najšira javnost i vlastito osoblje.
Vizualni identitet nastaje planiranim, koordiniranim i profesionalnim djelovanjem u oblikovanju pojedinih elemenata vizualne prezentacije poduzeća, koje je usklađeno s čitavom koncepcijom marketinga. Identitet tvrtke predstavlja prije svega sistematiziranje i kontroliranje nastupa tvrtke u javnosti. U tom smislu osnovu identiteta tvrtke predstavlja priručnik (ili knjiga standarda) za njegovo provođenje, koji sadrži standarde primjene elemenata vizualne prezentacije za svaki konkretan i pretpostavljeni slučaj. U organizacijskom i pravnom pogledu poželjno je da priručnik ima karakter osnovnih normativnih akata poduzeća.
Nadalje, jednu od osnovnih karakteristika realizacije identiteta tvrtke predstavlja kontinuiranost djelatnosti na uspostavljenju tog identiteta. U tom smislu i priručnik standarda treba shvatiti kao dinamički, a ne statički i zaokruženi sustav, tj. kao priručnik koji se stalno upotpunjuje, izmjenjuje i usavršava. Ovo usavršavanje mora biti programirano i terminski, kadrovski i organizacijski planirano.
Prednost identiteta tvrtke jest u ekonomičnosti nastupa na tržištu. Naime, efekti svake marketinške akcije koja je podređena osnovnoj koncepciji identiteta kumuliraju se (zbrajaju), što u slučaju provedbe akcije marketinga bez strateškog plana identiteta tvrtke nije slučaj. Praktički, svaka se ekonomsko-propagandna akcija ili druga marketinška akcija u javnosti gubi nedugo nakon prestanka njezina provođenja i djelovanja. Niz međusobno nekoordiniranih akcija ne ostavlja željeni učinak.

### Postavke korporativnog identiteta
- radi se o sređenom sustavu vizualne prezentacije tvrtke
- radi se o predodžbi tvrtke u javnosti, dakle, konačni ciljevi nisu likovni atributi identiteta, nego način na koji likovni elementi djeluju na stvaranje predodžbe o tvrtki. Ova djelatnost na relaciji identiteta tvrtke dovodi u situaciju direktnog spajanja djelatnosti grafičkog dizajna i sociopsiholoških istraživanja.

Utvrđivanje opsega vizualog identiteta predstavlja jednu od pripremnih faza realizacije. Opseg djelovanja na izradi identiteta zavisi od slučaja do slučaja, odnosno od konkretne situacije, specifičnosti poduzeća, njegove pozicije u široj i profesionalnoj javnosti, itd.

Korporativni identitet obuhvaća ukupnost proaktivnih, reaktivnih i nenamjernih aktivnosti i poruka organizacije. Definiranje identiteta također prethodi u oblikovanju imidža i reputacije.

## Osnovni principi identifikacije (vizualne konstante)
Sljedeće osnovne likovne elemente možemo izdvojiti kao one koje nalazimo u najvećem broju modela stvaranja identiteta tvrtke:
1. Naziv poduzeća → izbor naziva od presudnog je značaja za poduzeće jer naziv ima karakter signuma (znaka), kojim se čitavo poduzeće u svim vizualnim i verbalnim komunikacionim situacijama objašnjava. Osim osnovnih parametra naziva poduzeća, koje mora zadovoljiti (jasnoća, čitljivost, informativnost, adekvatnost, asocijativnost itd.), naziv mora biti usklađen s elementima marketinga (ekonomska propaganda, promocija, odnosi s javnošću i sl.);
2. Zaštitni znak poduzeća → također mora biti usklađen s osnovnim težnjama reprezentativnosti, jasnoće, atraktivnosti, jednostavnosti, mogućnostima aplikacije itd., uključujući njegove varijacije (pozitiv-negativ boje, veličine itd.);
3. Logotip → predstavlja stilizirana slova naziva poduzeća ili njegove kratice; često zamjenjuje zaštitni znak, ali to ne mora biti, nego se sa zaštitnim znakom može upotpunjavati;
4. Boje poduzeća moraju biti unaprijed programirane u svim svojim varijantama intenziteta, tonova i karaktera. Boje mogu imati i funkciju kôda, bilo da globalno predstavljaju karakter poduzeća, bilo da postoji koloristički kôd označavanja pojedinih pogona, odjela i poduzeća u tvrtki;
5. Kućno pismo → predstavlja karakterističan tip slovnih znakova (tipografija) koji se u okviru kreiranja identiteta odabire iz postojećih tipografskih modela. Pored karakterističnosti (koja od velikih tvrtki rezultira konstrukcijom i posebne tipografije), treba odabrati i takav tipografski repertoar koji se lako nalazi u različitim reproduktivnim sustavima;
6. Vizualni identitet potom se prosljeđuje na:
  1. primarna sredstva komunikacije (listovni papir, omotnica, pečat, posjetnica, poslovna mapa, diploma, pozivnica, iskaznica, ulaznica, dopisnica...)
  2. sekundarna sredstva komunikacije (oglas, plakat, brošura, zastava, stolna zastavica, natpis na vozilu...)
  3. medijska sredstva komunikacije (oglas, plakat, prospekt, letak, displej, vrećica, naljepnica, godišnje izvješće, rokovnik, kalendar...); razlika u odnosu na sekundarna sredstva je utoliko što se definirani kućni stil npr. oglasa ili plakata prilagođava određenim proizvodima ili kampanjama
  4. gotove proizvode (olovka, kapa, majica, upaljač, šalica...)
  5. ambalažu proizvoda (identitet grupe proizvoda, kolekcije, transportne ambalaže, etikete, privjesnice, naljepnice...)
  6. publikacije (časopis, novine, knjige...)
  7. signalistiku (smjerokazi, znakovi i obavijesti)
  8. uniforme

## Poveznice
- Grafički dizajn
- Marketing
- Korporativna komunikacija

## Vanjske poveznice
- Članci i novosti o vizualnim identitetima tvrki  Arhivirana inačica izvorne stranice od 26. lipnja 2007. (Wayback Machine)
- The Best Brands of the World - stranica s koje je moguće skidati (downloadati) sve poznatije znakove i logotipe